# جيمس مايرز
جيمس مايرز (بالإنجليزية: James Myers)‏ هو سياسي أمريكي، ولد في 1 يونيو 1795 في مقاطعة دوتشيز في الولايات المتحدة، وتوفي في 19 يوليو 1864 في توليدو في الولايات المتحدة. حزبياً، نشط في الحزب الديمقراطي. وقد انتخب عضو مجلس نواب أوهايو.